# LangChain
LangChain é um framework de código aberto para o desenvolvimento de aplicações usando modelos de linguagem grandes. Tratando-se de um framework para integração com modelos de linguagem, os casos de uso da LangChain intersectam-se com aqueles dos modelos em si, e incluem sumarização de texto, chat bots, e análise de código.

## História
LangChain foi lançada em outubro de 2022 como um projeto de código aberto por Harrison Chase enquanto trabalhava na startup de aprendizado de máquina Robust Intelligence. O projeto ganhou popularidade rapidamente, com contribuições de centenas de desenvolvedores no GitHub, tornando-se um trending topic no Twitter, e com um servidor do Discord com participação ativa, além de tutoriais publicados no YouTube e encontros presenciais realizados em São Francisco e  Londres. Em abril de 2023 foi criada a startup LangChain para dar manutenção no projeto, que no mesmo mês levantou $20 milhões da Sequoia Capital, atingindo uma valoração de $200 milhões, e uma semana depois levantou mais $10 milhões da Benchmark.

## Integrações
Em março de 2023, LangChain possuía integrações com a AWS, GCP, e Azure, bem como integrações diversas através de seus agentes, como com o Google Drive, Google Search e Microsoft Bing. Em april 2023, era capaz de ingerir mais de 50 tipos de documentos e fontes de dados.